# 猴島傳說
《猴島傳說》是由美國遊戲廠商Telltale Games與LucasArts聯手製作發行；於2009年推出的3D圖形電子冒險遊戲，且為該遊戲系列《猴島小英雄》的第五作。
作品媒介是採用以數位發行付費下載方式為主，且將遊戲內容拆分成五大段章節；於2009年7月至該年年底期間依不同時程依序推出。

## 劇情
猴島小英雄系列主角─青年海盜小蓋得知他的妻子伊蓮被他的死對頭─擁有邪惡力量的殭屍船長老查克給綁走。為了營救伊蓮，小蓋打算使用巫毒術施加在水手刀上；來打造成具有魔力的「卡夫魯水手刀」（Cutlass of Kaflu）來對付老查克。但因在過程中使用的配方不夠完美，小蓋之後打造出來的卡夫魯水手刀在攻擊老查克時雖引發劇烈的巫毒咒術反應；但未讓對方造成傷害反把老查克變回普通人，而小蓋的左手也在劇烈反應過程後產生像是皮膚病模樣之異變、並且像是擁有自我意識般地隨意揮動。
後續小蓋得知他在以水手刀刺擊老查克時；反將老查克體內的邪惡魔力給洩漏出來擴散到整個加勒比海地方，而感染到老查克邪惡魔力的人皮膚會呈現綠色且長出疱疹；性格也都變得暴戾。為了收拾意外引發的狀況，小蓋便開始出海冒險尋找一個名叫「大海綿」（La Esponja Grande）的神秘東西，好將老查克的邪惡力量給吸收回去。

## 遊戲方法
與先前系列的作品相同，《猴島傳說》為3D畫面圖形冒險解迷遊戲，玩家會依故事劇情的走向；在可互動的環境中找出解出謎題以前往下一段落的方法。而解迷的方式包含在拾獲的物品中；去測試是否能與四周環境某些物件引發作用，或是將拾獲的兩種以上物品組合成新的道具。
而《猴島傳說》也延續猴島小英雄系列一貫的傳統，即不會讓玩家操控的角色出現死亡的情況而結束遊戲，因此可讓玩家盡情去探索遊戲裡的世界。另外遊戲中也有提供簡單的提示系統，可幫助玩家面臨到卡關的困境時。
此作品共分成五大章節，其中第一章節另包含著尋寶競賽模式，在當時發行期間玩家可先在TellTale Games公司網站和其它像Monkey Island wiki等具代表性的猴島愛好者網站下載關卡地圖，之後操控遊戲主角小蓋在新遊戲地圖中尋寶；將所找出的物品上傳登記到TellTale Games網站，之後便有機會獲得TellTale Games公司所贈與之獎品或是購買其它商品的折扣。

## 遊戲章節
| 章節順序 | 名稱               | 原名                                           | 設計 | 劇本          | 發售日期       | 發售日期                                   | 發售日期      | 發售日期                                | 發售日期                                       |
| 章節順序 | 名稱               | 原名                                           | 設計 | 劇本          | Windows版本    | WiiWare版本                                | Mac OS版本    | PlayStation Network版本                 | iOS版本                                        |
| -------- | ------------------ | ---------------------------------------------- | --- | ------------- | -------------- | ------------------------------------------ | ------------- | --------------------------------------- | ---------------------------------------------- |
|          |                    |                                                | |               |                |                                            |               |                                         |                                                |
| 1.       | 呼嘯獨角鯨號的出航 | Launch of the Screaming Narwhal                | 馬克·達林 麥克·施特姆勒 傑克·羅德金 查克·喬登 布瑞登·Q·佛格森（Brendan Q. Ferguson）                              | 麥克·施特姆勒 | 2009年7月7日   | 北美：2009年7月27日 PAL區：2009年7月31日   | 2010年2月11日 | 北美：2010年6月15日 歐洲：2010年6月16日 | iPad用：2010年12月15日 iPhone用：2011年11月4日 |
|          |                    |                                                | |               |                |                                            |               |                                         |                                                |
| 2.       | 迴旋礁的圍攻       | The Siege of Spinner Cay                       | 馬克·達林 麥克·施特姆勒 傑克·羅德金 查克·喬登 布瑞登·Q·佛格森 威廉·阿姆斯壯（Will Armstrong）                     | 馬克·達林     | 2009年8月20日  | 北美：2009年8月31日 PAL區：2009年9月25日   | 2010年2月11日 | 北美：2010年6月15日 歐洲：2010年6月16日 | iPad用：2011年6月22日 iPhone用：2011年12月15日 |
|          |                    |                                                | |               |                |                                            |               |                                         |                                                |
| 3.       | 利维坦海怪的巢穴   | Lair of the Leviathan                          | 馬克·達林 麥克·施特姆勒 傑克·羅德金 布瑞登·Q·佛格森 威廉·阿姆斯壯 戴夫·葛羅斯曼 西恩·瓦納曼 喬·籓尼（Joe Pinney） | 西恩·瓦納曼   | 2009年9月29日  | 北美：2009年10月26日 PAL區：2009年11月6日  | 2010年2月11日 | 北美：2010年6月15日 歐洲：2010年6月16日 | iPad用：2011年6月22日 iPhone用：2011年12月22日 |
|          |                    |                                                | |               |                |                                            |               |                                         |                                                |
| 4.       | 小蓋的審判與裁決   | The Trial and Execution of Guybrush Threepwood | 馬克·達林 麥克·施特姆勒 傑克·羅德金 布瑞登·Q·佛格森 威廉·阿姆斯壯 戴夫·葛羅斯曼 西恩·瓦納曼 喬·籓尼               | 麥克·施特姆勒 | 2009年10月30日 | 北美：2009年11月30日 PAL區：2009年12月11日 | 2010年2月11日 | 北美：2010年6月15日 歐洲：2010年6月16日 | iPad用：2011年6月22日 iPhone用：2012年2月8日   |
|          |                    |                                                | |               |                |                                            |               |                                         |                                                |
| 5.       | 海盜王的崛起       | Rise of the Pirate God                         | 馬克·達林 麥克·施特姆勒 傑克·羅德金 戴夫·葛羅斯曼 西恩·瓦納曼                                                     | 馬克·達林     | 2009年12月8日  | 北美：2010年2月1日 PAL區：2010年2月19日    | 2010年2月11日 | 北美：2010年6月15日 歐洲：2010年6月16日 | iPad用：2011年6月22日 iPhone用：2012年2月22日  |

## 遊戲開發

### 生成
此作品是Telltale Games公司經由猴島小英雄系列原遊戲製作公司LucasArts的許可下所開發的；也是此兩間遊戲廠首次合作。而Telltale Games公司正是先前在LucasArts任職的員工所創立的，原因是當時LucasArts已放棄中斷了冒險類型遊戲的開發。就在Telltale Games打算將LucasArts的猴島小英雄系列開發新作時，該公司設計總監以及曾就職於LucasArts的戴夫·葛羅斯曼便開始為新作品進行計劃，之後LucasArts的新任總裁達雷爾·羅格里茲（Darrell Rodriguez）也決定協助Telltale Games一方開發猴島新作。而《猴島傳說》的編劇及聯合設計師之一馬克·達林當時注意到因網路環境興起；讓遊戲產業為了減少財務的風險採用數位發行方式增多，便想讓Telltale Games同樣以此方式發行。《猴島傳說》最後在2008年年底正式進行開發設計，並計畫在2009年年初生產。
在發出Telltale Games公司將推出一款冒險遊戲新作的消息後，《猴島傳說》於2009年6月E3電子娛樂展正式亮相。當時是由戴夫·葛羅斯曼帶領約50人左右開發團隊；成員主力中包含著曾參與猴島系列第四作《猴島小英雄 逃離猴島》以及《妙探闖通關 大腳之謎》等LucasArts冒險遊戲的麥克·施特姆勒。另外猴島系列原創者羅恩·吉伯特也參與了《猴島傳說》的腦力激盪會議，雖然羅恩·吉伯特露面的參與並不長；但《猴島傳說》開發團隊認為他的影響流露在整個遊戲表現上。而在《猴島傳說》開發時，LucasArts同時進行著將猴島系列首作《猴島的秘密》給重製發行，羅恩·吉伯特對此在他的部落格網站「Grumpy Gamer」上表示著關於Telltale Games開發猴島新作、與LucasArts重製猴島舊作兩件事情令他相當興奮；以及看到在近20年前創作的作品重新呈現於眼前令他新奇又激動。
不過曾與羅恩·吉伯特、戴夫·葛羅斯曼一同開發猴島系列前兩款作品的元老成員提姆·謝弗並未邀請參與《猴島傳說》製作開發，戴夫·葛羅斯曼對此提出因當時羅恩·吉伯特正在為Hothead Games公司設計電子遊戲《戴斯班克》，因此沒讓羅恩·吉伯特為《猴島傳說》一事花上太多心思與時間以避免後續容易引起事務方面的糾紛，所以之後沒另外找提姆·謝弗是避免產生同樣的狀況，而提姆·謝弗則表示即使如此他個人仍為猴島系列開發新作一事感到高興、並相信在戴夫·葛羅斯曼帶領下會有好表現。

### 架構

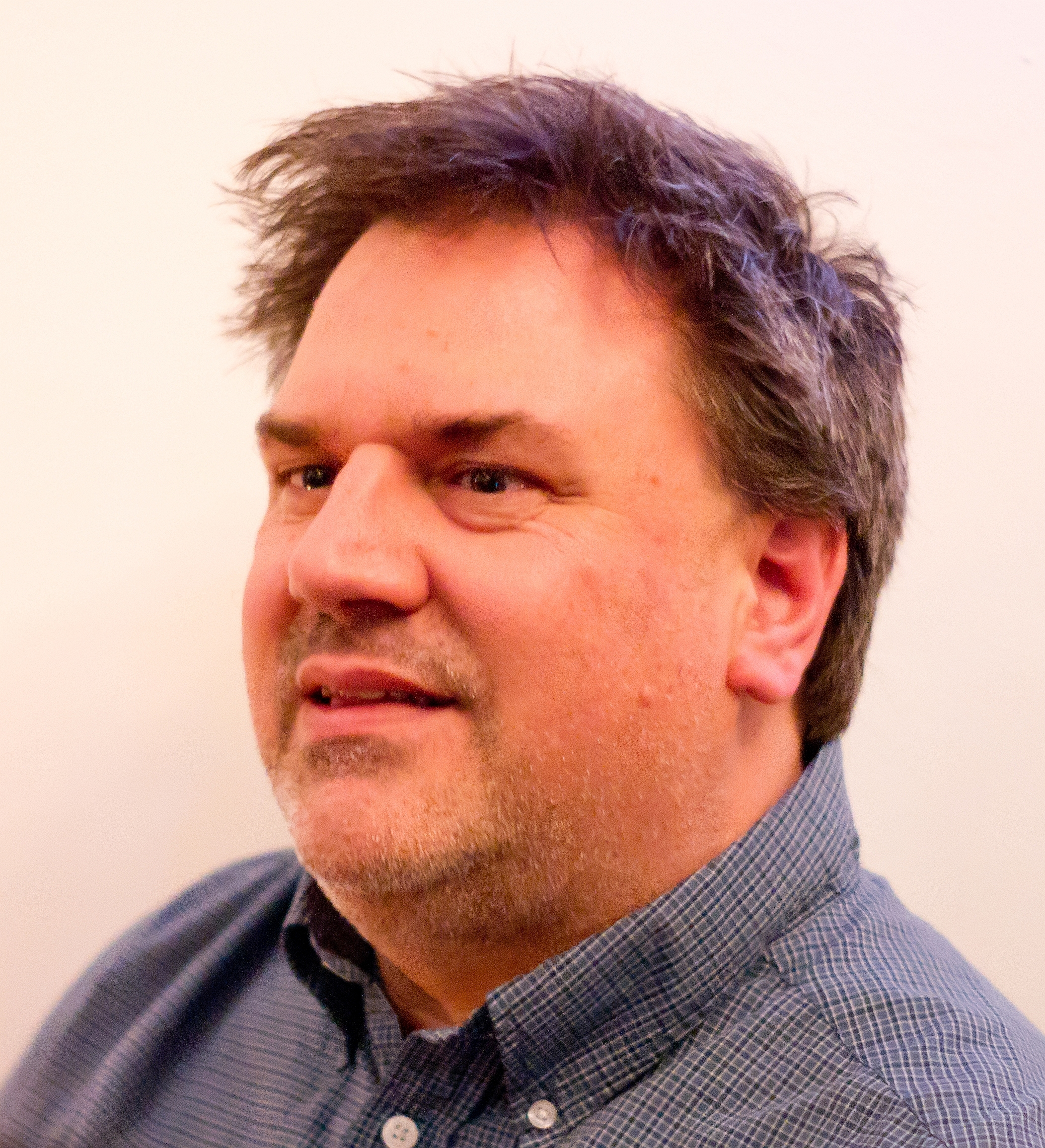
猴島小英雄系列的原創者羅恩·吉伯特為《猴島傳說》提供了設計方向。

Telltale Games公司在發售遊戲方針上；是將遊戲拆分成不同章節後再依不同日期逐步推出，而《猴島傳說》也沿用此模式將內容分成五個章節發售，戴夫·葛羅斯曼並對此表示著這種非連續方式剛好可以讓玩家慢慢去享受各段內容、又不會覺得要一口氣玩完太過亢長。此方法讓《猴島傳說》像是於某季播出的電視影集，在下一個章節推出前可以讓玩家先慢慢回味之前遊戲中各角色的彼此關係，並在每個章節結束前留下可以吊玩家胃口、使他們有意猶未盡感覺的段落。
另根據葛羅斯曼的說法；原先《猴島傳說》是計畫要在《猴島小英雄》系列第5代作品於市面推出後才發行，而先前曾計畫製作的《猴島小英雄》第5代是個需花費大約40小時來闖關、劇情時間軸是介於第4代作品《猴島小英雄 逃離猴島》與《猴島傳說》之間的遊戲，另《猴島傳說》的開頭動畫會有與《猴島小英雄》第5代結尾有關連性。而戴夫·葛羅斯曼考慮到與計畫製作的《猴島小英雄》第5代相比之下，《猴島傳說》不論在劇情與玩法上都更適合先前未接觸過《猴島小英雄》系列的新玩家，並表示若玩過先前系列作品的人一定能從角色之間過往關係發現到更多樂趣，但不希望這是遊玩《猴島傳說》的必要條件。
每個章節皆大約4個月內完成，對於麥克·施特姆勒來說當時開發《猴島傳說》的過程就像一場接力賽，其中在遊戲圖形部分都是在發行期限前所趕工出來。另外遊戲圖形部分場景中，有挪用修改先前Telltale Games所發行的《妙探闖通關：拯救世界》與《酷狗寶貝大冒險》兩款作品的內容。其它一些可重覆使用的骨骼動畫部份則用在塑造各角色身上，不過在製作遊戲的第三段章節時，有感於表現上受於限制；Telltale Games公司便添增可讓角色臉部有更多表情變化的功能畫面。
關於遊戲謎題部分施特姆勒表示他和共同開發的設計師同事在年輕時，都喜歡創作一些會考倒人的謎題。但在製作《猴島傳說》時則認為與其這樣做；不如讓玩家能享受遊玩過程而避免弄出容易卡關的艱澀謎題。葛羅斯曼並進一步提出TellTale Games的設計師將會試著在遊戲中弄出會慢慢指引玩家的解謎過程、以及猜測玩家在遊玩中可能做出的反應。
遊戲中操控系統在最初開發時；未能在處理解謎部份的動作時表現得好，因此在當時緊迫的時程進度中仍重新設計了一遍。最初在操作系統是採用單擊點觸方式來遊玩；是Telltale Games先前發行的遊戲中多數使用的方法。不過在遊戲第一章節已開發大部份內容時，設計團隊想到可以採用類似在《酷狗寶貝大冒險》遊戲中直接以方向操控的模式而作大幅度改版。在新採用的方向操控系統上是設計成符合Xbox遊戲手把操控方式，並且添加能類似一開始採用的以滑鼠作單擊點觸、以及可作出像是以攝影機視角來瀏覽查看四周環境之功能，Telltale Games公司相信這樣的遊戲操作方式可以讓玩家在遊玩中更融入過程。

### 美術
遊戲美工主要由德瑞克·坂井（Derek Sakai）與戴夫·伯根（Dave Bogan）負責，他們除了皆為前LucasArts公司的員工外；並曾一同在猴島小英雄系列的《猴島的詛咒》、《猴島小英雄 逃離猴島》等遊戲裡處理美術事務。而《猴島傳說》的美術方向，主要以系列裡前兩項作品的風格中、混合第三作裡較異想模樣的美術元素。在表現上《猴島傳說》全採用3D立體遊戲畫面，葛羅斯曼對此表示是因TellTale Games公司不管在美術部門或遊戲引擎工具都早以朝向3D畫面發展；而在享用此技術方面好處已有多時。另外一些特效的採用也讓遊戲畫面更為生動，如遊戲的第一章節《呼嘯獨角鯨號的出航》裡頭船上戰鬥場景中，為了讓原先平淡的畫面能更出色，而事後添加了飄打的雨水、模擬風浪擺動的效果，以及將背景天空顏色調整弄成像是介於一天當中黃昏和夜晚期間的模樣。
在LucasArts公司授權給予Telltale Games公司開發猴島新作後，LucasArts給予了在劇本審核、角色概念以及謎題設計等方面的協助，另外因為在《猴島傳說》製作之前LucasArts已經開始動手為系列首作《猴島的秘密》開發重製版本，而LucasArts也將他們的遊戲美工作品給予Telltale Games參考，也因此讓《猴島傳說》與《猴島的秘密》重製版的美術風格上有相似之處。在主角小蓋的外觀上；LucasArts建議在容貌方面以猴島第三作《猴島的詛咒》中的臉蛋模樣為參考，造型部份則採用了第二作《猴島小英雄2：老查克的復仇》裡頭出現的藍色大衣以及蓄鬍之模樣。Telltale Games的遊戲美工藍恩·瓊斯（Ryan Jones）與LucasArts的傑夫·森蓋林（Jeff Sengalli）負責處理小蓋以及其它角色的外觀設計，其中森蓋林給予許多有關角色輪廓、服裝方面的回饋與建議。遊戲劇本創作者之一的西恩·瓦納曼對此情況表示LucasArts以開放、同時又不干涉的精神為Telltale Games提供了許多遊戲設計方向。
另外曾在猴島系列前兩款作品擔任美術的史蒂夫·普賽爾，也被邀請為之後計劃發行的遊戲限量版商品繪製包裝封面。當時普賽爾先繪製三份草圖交給Telltale Games公司觀看，之後Telltale Games想請普賽爾自行挑出他個人認為最好的一幅，而普賽爾想到當時在創作《猴島的秘密》遊戲封面時；畫面上女主角伊蓮·瑪蕾的模樣另他事後並不太滿意並想再重新塑造，因此最後挑出的是主角小蓋與伊蓮一同在圍繞著濃霧的船上揮舞著水手刀模樣之圖像，普賽爾也認為這張圖像能呈現出詭異懸疑的氣氛。

### 配樂
《猴島傳說》配樂由在猴島小英雄系列首款作品《猴島的秘密》中便負責遊戲曲目的麥可·蘭德擔任，而Telltale Games公司的遊戲作曲家賈瑞德·艾默森強森表示著因猴島小英雄系列從最早至今的作品配樂都有延續著麥可·蘭德當初創作出的風格，因此麥可·蘭德在過程中被允許獨立作業而不受其它干預、能盡情地發揮。
在音源上PC平台版本是採用WAV編碼，而之後發行的Wii主機版本為了減少遊戲容量大小而改用了MIDI格式。另外《猴島傳說》在各遊戲章節製作上，背景配樂都是在劇情畫面都決定好後；才分配為最後完成的部份。

### 配音

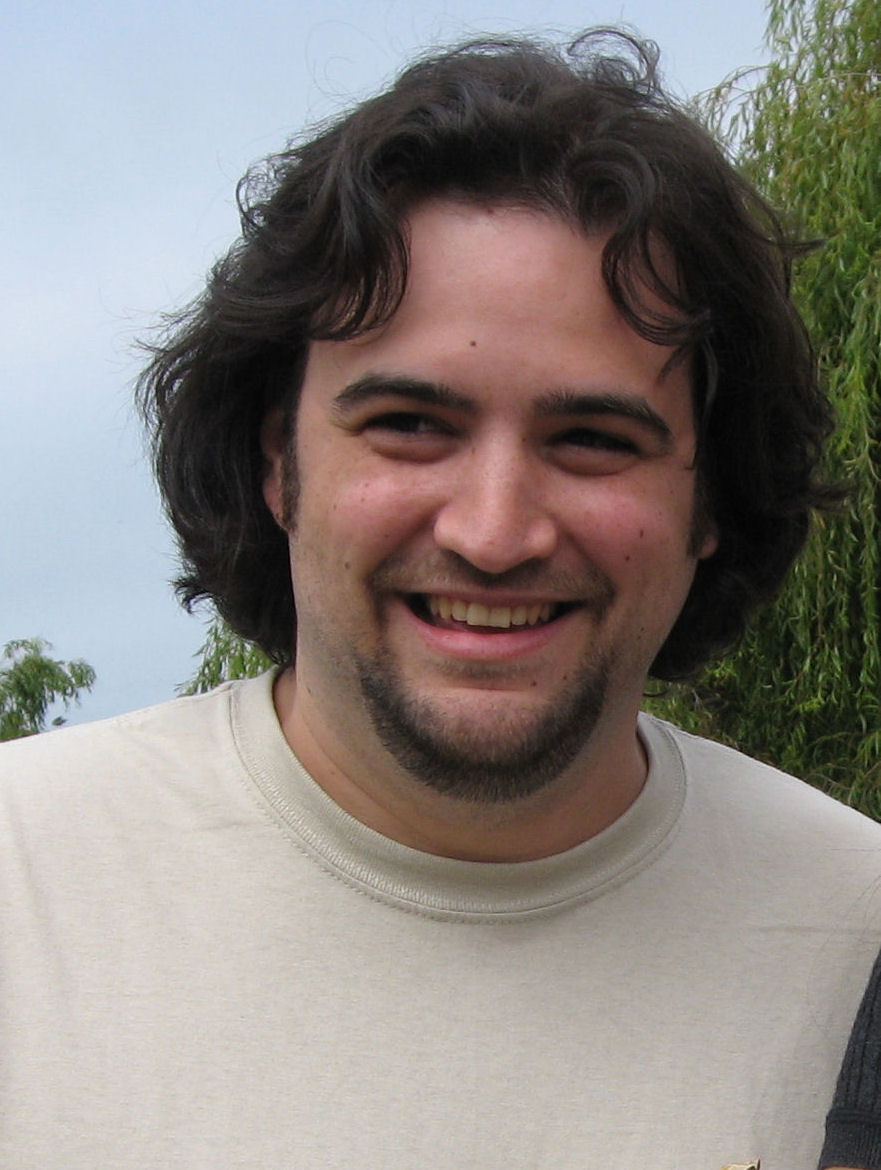
為主角小蓋配音的多米尼克·阿曼托，他同時是猴島小英雄系列作品的遊戲迷。

對於主要角色配音方面，LucasArts公司強烈建議TellTales Games公司讓在先前猴島小英雄系列作品中便已為小蓋配過音；同時是猴島小英雄系列遊戲死忠愛好者的多米尼克·阿曼托繼續擔任。而多米尼克·阿曼托對於距離上次在2000年發行的前款作品《猴島小英雄 逃離猴島》後；曾以為猴島小英雄系列將不會發行新作，因此除了享受此回的配音過程外並嘗試讓小蓋的聲音能聽起來成熟些。另因先前數次的配音經驗已讓多米尼克·阿曼托對於小蓋的個性、行為模式相當了解，此遊戲配音指導便讓給予他許多能盡情自行發揮的空間。
而女主角伊蓮·瑪蕾部份；則同樣邀請最初為伊蓮配音的英國女星亞歷山德拉·博伊德。當時因亞歷山德拉·博伊德不方便前往海外至美國加州的Telltale Games公司錄製配音，而改在倫敦一帶進行工作，過程中則是讓亞歷山德拉·博伊德透過Skype通訊軟體與位於美國一端的配音指導進行討論。
在主要反派老查克船長方面也是計畫邀請最初替此角色配音的男星厄爾·博恩，但一開始厄爾·博恩考慮到自身已退出影壇，而未打算確定是否要接下這份案子。之後Telltale Games公司得知厄爾·博恩未作下決定而改請亞當‧漢靈頓（Adam Harrington）負責遊戲第一章節的老查克配音，而凱文‧布萊克頓（Kevin Blackton）負責第二至第四段章節中還原成普通人身份的老查克。隨後厄爾·博恩決定再次出馬配音後，Telltale Games公司便讓他負責第四章節末段與最末章節裡變回鬼船長型態的老查克，而在DVD遊戲光碟版本的《猴島傳說》發行時，該版本中第一章節原先由亞當‧漢靈頓配音的鬼船長型態老查克；也替換成由厄爾·博恩重新錄製配音的內容。
另外為了能讓角色配音員的演出能更生動，《猴島傳說》使用了能夠抓取配音員表情、反應在遊戲人物臉部上的同步系統。

## 發行
遊戲發行方面是採用Telltale Games公司一貫的方式；會同時在家用PC與Wii遊戲主機所使用的WiiWare網路下載服務平台上推出，但未打算推出適用於Xbox 360遊戲主機所使用的網路下載服務Xbox Live Arcade之對應版本。其中PC版本除可在Steam獲取外，另可透過亞馬遜公司的商品網頁下載。在PC與WiiWare版本都發行完畢後，才陸續慢慢推出Mac OS、PlayStation Network、iOS等平台版本。
當初在發行時為了製造相關話題，Telltale Games公司有在營運的網站擺上了數部由德國動畫師馬克·菲策克（Mark Fietzek）與安德烈·康斯坦丁（Andrei Constantinescu）等人所創作的惡搞《猴島傳說》的Flash動畫作品。在《猴島傳說》正式推出時，Telltale Games是以付費下載方式在他們的網路商店上發行。其中在第一章章節《呼嘯獨角鯨號的出航》發佈時，Telltale Games舉行了名為「當一天遊戲設計師」（Game Designer for a Day）的活動，內容是讓玩家來發表能被採用在之後遊戲章節裡的對白，最後活動贏家是來自加拿大不列顛哥倫比亞的利茲·約翰斯頓（Liz Johnston），該參與者所提出的「他挖了我的秘寶X」（He dug up my perfectly good X）；該對白之後被用在遊戲第四章節《小蓋的審判與裁決》的審判場景中，而利茲·約翰斯頓的名字也被編入在該章節之遊戲製作群裡。
之後2009年9月19日的國際海盜模仿日當天，Telltale Games將《猴島傳說》第一章節內容免費開放讓任何網路使用者下載遊玩，至於已預先購買《猴島傳說》全部章節的玩家；則可以去挑選下載一段其它同由Telltale Games所發行遊戲的章節內容。最後在遊戲全五段章節都推出後不久，Telltale Games於2010年3月另發行了附加遊戲造型紙牌等物品的限量版盒裝遊戲DVD光碟之實體商品。

## 反應

### 銷售
在發行後《猴島傳說》於市面上的銷售成績超出Telltale Games一方的預期，並且是直到2010年發行由電影《回到未來》所改編的同名遊戲之前；Telltale Games公司最成功的作品。
而Telltale Games的執行長丹·康納斯（Dan Conners）對此表示當時在短短幾天；《猴島傳說》就成為數位分發平台Steam上最熱門的下載作品。另Telltale Games的營運部門認為與過往Telltale Games同樣將一款遊戲以數篇部分拆開發行比較起來，《猴島傳說》的各章節彼此關係相扣、故事性強，表現起來就像是一份完整的一季作品而非各自獨立的內容。

### 評價
在遊戲網站對於首部章節《呼嘯獨角鯨號的出航》方面的評價；GiantBomb認為在遊玩的三到四個小時過程中感到愉快有趣，唯一的問題在操控方面給人覺得不夠靈活。Gamespot一方則覺得雖然在呈現遊戲圖形時有畫面抖動的問題、所使用的技術也不算太新穎，不過仍是個幽默趣味的冒險遊戲。Eurogamer提出就冒險遊戲而言最重要的是謎題設計品質，而此遊戲仍保有猴島小英雄系列作品一貫風格；就是以荒謬古怪、但又令人覺得符合邏輯的方法來解決問題。
就《迴旋礁的圍攻》的部分Game Revolution網站覺得此章節的謎題難度過於簡單、而且可能是此遊戲五段章節中最容易的，不過在過程中出現很多有趣的配角。而此章節中以恢復人類模樣演出的老查克船長，則被ThunderBoltGames網站認為是整體表現劣於《呼嘯獨角鯨號的出航》的《迴旋礁的圍攻》裡頭；少數值得去注意的部分。冒險遊戲評論網站AdventureClassicGaming同樣認為第二章品質整體落後首部章節，尤其不佳的音訊壓縮把配音員原先優異的表現給破壞掉。
第三章《利维坦海怪的巢穴》與前兩章相比有較多正面回應，而且在GameRankings與Metacritic等電子遊戲評分網站的整體評分都是全遊戲五段章節中最好的（以PC版本為主）。其中Game Revolution認為以一般非三部曲的系列作品情況來說；第三章可能不會是在裡頭的精采部分，但《利维坦海怪的巢穴》可說是《猴島傳說》中最棒的章節，而設法勝出與海盜巴格艾（Bugeye）的扮鬼臉比賽段落；則被評為是值得一玩再玩的部份，另外會說話的骷髏頭「莫瑞」（Murray）；一顆從1997年《猴島的詛咒》起便持續在猴島系列出現的配角，在此章節的登場演出也獲得了相當好評。其它方面AdventureGamers網站認為《利维坦海怪的巢穴》內容熱鬧有趣、有著俱創意的謎題，而且是對於不管資歷深或淺的冒險遊戲迷都值得一試的作品。
對於第四章《小蓋的審判與裁決》的劇情部分，AdventureClassicGaming網站表示在結束部份是急轉直下陷入灰暗劇情；感覺不太適合一向是歡樂取向的猴島小英雄系列。而此章節故事中；採用了在猴島小英雄系列全作品皆登場的配角──勢利話多的生意人「史坦」（Stan）來作為主角小蓋的檢察官之安排，則被IGN網站獲得好評；認為史坦的表現搶了不少鋒頭。AdventureGamers部分也認為雖然《小蓋的審判與裁決》裡的一些謎題過於艱難，但史坦的演出確實亮眼。
最終章《海盜王的崛起》故事方面是小蓋遭老查克殺害後；靈魂遊蕩在生與死之間的世界。而IGN網站方面稱讚此章節在場景色彩、光影的美術效果、以及笑料與劇本內容的編寫，而小蓋跑回現實世界查看他遺體情況段落則被認為是此篇最爆笑的部份。其它除AdventureGamers、GamingNexus與GameRevolution等電子遊戲評論平台，皆肯定《海盜王的崛起》為此作品劃下完美的結束。

### 列名項目
電子遊戲訊息網站方面IGN除將《猴島傳說》列為在該年E3電子娛樂展上最令人驚喜事件外，並將遊戲第一章節《呼嘯獨角鯨號的出航》與第三章節《利维坦海怪的巢穴》分別列為2009年度Wii與PC平台上最佳冒險遊戲的提名作品。其它像GameSpot也將《猴島傳說》作為年度最佳冒險遊戲方面入圍的獎項作品，而Gamasutra有將此遊戲與開發公司TellTales Games分別各贈與一項榮譽獎。其它如入口網站About.com評比此遊戲是年度Wii平台作品的第二名。
刊物部分《任天堂力量》除了將《猴島傳說》視為2009年度全遊戲類型中最佳作品、最佳Wii平台遊戲、最佳冒險遊戲外，遊戲裡新登場的女性海盜獵人角色「摩根·蓮菲」（Morgan LeFlay）也被評為是年度最佳新遊戲角色之一。加州地方週報《OC Weekly》則把《猴島傳說》歸為該年度最好的重新復出之遊戲系列。另外像《PC Gamer》遊戲雜誌則贈與了該年度最佳冒險遊戲等等項目。

## 外部連結
- 《猴島傳說》的官方網站 （页面存档备份，存于）（英文）